# 馬薩拉伊夫卡
51°33′44″N 32°31′42″E / 51.56222°N 32.52833°E

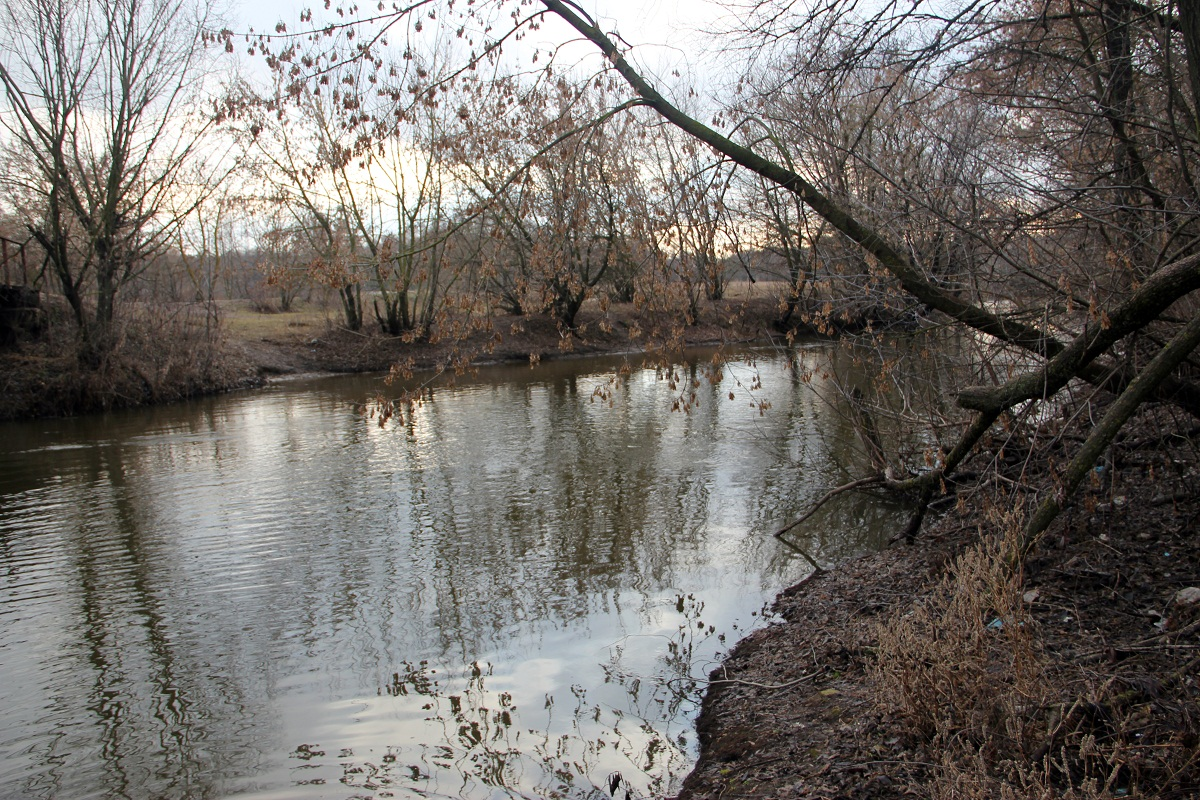

馬薩拉伊夫卡（烏克蘭語：Масалаївка），是烏克蘭北部的村莊，隸屬切爾尼希夫州的科留基夫卡區。該村始建於1600年，面積0.87平方公里，海拔高度123米，2001年人口159，人口密度每平方公里182.8人。